# Scipion Stariji
Scipion Stariji zvan i Scipion Afrički, punim imenom Publije Kornelije Scipion Afrički Stariji (lat: Publius Cornelius Scipio Africanus Major) bio je poznati rimski vojskovođa i političar. Njegovo najpoznatije djelo koje ga je i proslavilo bila je pobjeda protiv Hanibala u Drugom punskom ratu, zbog čega je i dobio nadimak Afrički. Ta ga je pobjeda uzdignula među jedne od najvećih vojskovođa u povijesti, a njegov ogranak obitelji Scipiones jednom od najuglednijih i politički najutjecajnijih rimskih obitelji.

## Život
Vjeruje se da je rođen 236. pr. Kr. carskim rezom. Bio je patricijskog podrijetla poznate rimske obitelji Kornelije, a nekoliko njegovih predaka obnašalo je funkciju konzula. Bio je i jedan od najboljih rimskih vojnih čelnika u Drugom punskom ratu. Kao tribun svjedočio je rimskom porazu u bitci kod Kane, a kasnije je dvaput pobijedio Kartažane. 
Godine 206. pr. Kr. s 35.000 vojnika iskrcao se u Sjevernu Afriku i prisilio Hanibala na povratak u Afriku. Jedna od epizoda u ratu, koju je zabilježio Livije, govori o njegovom milosrđu kada je vratio zarobljenicu njezinom vjereniku bez velike otkupnine koja mu je bila ponuđena. Ta epizoda postala je čest motiv u umjetnosti kroz stoljeća. Sljedeće godine (205. pr. Kr.) postaje konzul. Kartažane je porazio u odlučnoj bitci kod Zame, čime su Rimljani pobijedili u ratu 202. pr. Kr., nakon čega je tijekom trijumfa u Rimu dobio agnomen Afrički.
Godine 194 pr. Kr. ponovno je konzul, a 184. pr. Kr. povukao se iz političkog života. U drugoj polovici života senatori su spriječili njegove daljnje planove i umanjili njegovo junaštvo. Naime, tijekom kriznog razdoblja kao što je bio Drugi punski rat, bio je običaj ukinuti ustavna pravila i dopustiti vojskovođi izuzimanje od zakona. Međutim, nakon pobjede nad Hanibalom senatori su smatrali kako bi dugoročno ukidanje ustavnih propisa moglo biti opasno i nisu htjeli dopustiti da Scipion postane još moćniji. Njihovi su se strahovi pokazali opravdanima jer su u kasnijim godinama Republike ljudi poput Marija, Sule, Pompeja i Cezara, koji su pokušavali slijediti Scipionov primjer, prekršili ustavne propise i time prouzročili raspad Republike. Ipak, u Scipionovu su slučaju pogriješili jer je odbio pozive mase da se proglasi doživotnim konzulom, tj. diktatorom.
Scipion je nekoliko puta izabran za konzula, ali kada je Rim nakon pobjede nad Kartagom počeo osvajati Grčku i Malu Aziju, nije bio na čelu vojnih kampanja. Čak i u ratu protiv Antioha III., kralja Seleukidove države (nasljednika Aleksandra Velikog), nije imenovan za zapovjednika, nego njegov brat Lucije Kornelije Scipion Azijatik. Scipionov je brat s 30.000 legionara porazio više od 70.000 Antiohovih vojnika. Osveta senatora, koje je vodio Marko Porcije Katon Stariji, nije izostala ni za taj Kornelijev uspjeh. Pri povratku u Rim Scipion i njegov brat neopravdano su optuženi za izdaju i utaju mita kojim ih je navodno podmitio Antioh III. Iako do suđenja nije došlo, braća su osramoćena i Scipion se povukao u Litern, gdje je 183. pr. Kr. i umro.

## Ostavština
Scipion Stariji smatra se jednim od ponajboljih rimskih generala jer nikada nije izgubio bitku, ponajviše zbog svoje vojne taktike i strategije, ali i zbog sposobnosti da svojim vojnicima učvrsti povjerenje u uspjeh. Također, bio je prvi rimski general koji je Republiku proširio izvan Italije, a njegovo zanimanje za helensku kulturu jako je utjecalo na razvoj rimske umjetnosti.
Njegova kći Kornelija Mlađa udala se za plebejca, što je prema rimskoj tradiciji omogućavalo njezinim sinovima također biti plebejcima. Njezini sinovi i Scipionovi unuci, Gaj Grakho i Tiberije Grakho, bili su ambiciozni reformatori Rimske Republike.
Scipion Stariji javlja se kao lik u književnosti od antike do renesanse, a središnji je lik Petrarcina latinskog epa Afrika iz 14. st. Također, njegovo milosrđe naslikali su mnogi umjetnici od renesanse do 19. stoljeća, kao što su Andrea Mantegna i Nicolas Poussin. Nadalje, napisano je nekoliko opera u kojima je Scipion Afrički glavni lik, a najpoznatije su djela skladatelja kao što su Georg Friedrich Händel, Leonardo Vinci i Carlo Francesco Pollarolo. Händelov marš Scipione iz 1726. i dan danas je službena koračnica britanske grenadirske garde.
Talijani su snimili nekoliko filmova o njegovu životu: Scipione l'africano, koji je osvojio nagradu za najbolji film na Venecijanskom filmskom festivalu 1937., i komedija Scipione, detto anche l'Africano iz 1971., u kojem ga je odglumio Marcello Mastroianni.